# Tweede Kamerverkiezingen in het kiesdistrict Druten

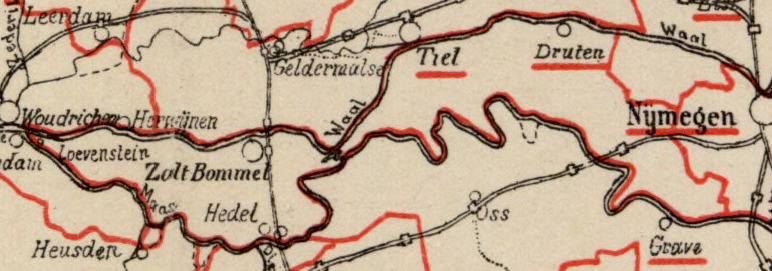
Kiesdistrict Druten (1888)

Tweede Kamerverkiezingen in het kiesdistrict Druten geeft een overzicht van verkiezingen voor de Nederlandse Tweede Kamer in het kiesdistrict Druten in de periode 1888-1918.
Het kiesdistrict Druten werd ingesteld na de grondwetsherziening van 1887. Tot het kiesdistrict behoorden de volgende gemeenten: Ammerzoden, Appeltern, Balgoij, Batenburg, Bergharen, Brakel, Dreumel, Driel, Druten, Gameren, Hedel, Heerewaarden, Horssen, Hurwenen, Kerkwijk, Overasselt, Poederoijen, Rossum, Wamel, Wijchen, Zaltbommel en Zuilichem.
Het kiesdistrict Druten vaardigde in dit tijdvak per zittingsperiode één lid af naar de Tweede Kamer. 
Legenda
- vet: gekozen als lid van de Tweede Kamer.

## 6 maart 1888
De verkiezingen werden gehouden na vervroegde ontbinding van de Tweede Kamer.
|                               | 6 maart |
| ----------------------------- | ------- |
| Kiesgerechtigden              | 2.947   |
| Opkomst                       | 2.416   |
| Geldige stemmen               | 2.404   |
| Blanco stemmen                | 8       |
| Kandidaten                    |         |
| F.J.M.A. Reekers              | 1.663   |
| G.J.T. Beelaerts van Blokland | 420     |
| M. Tydeman                    | 289     |

## 10 april 1888
Frederic Reekers was bij de verkiezingen van 6 maart 1888 gekozen in twee kiesdistricten, Druten en Haarlemmermeer. Hij opteerde voor Haarlemmermeer, als gevolg waarvan in Druten een naverkiezing gehouden werd.  
|                               | 10 april |
| ----------------------------- | -------- |
| Kiesgerechtigden              | 2.947    |
| Opkomst                       | 1.886    |
| Geldige stemmen               | 1.863    |
| Blanco stemmen                | 18       |
| Kandidaten                    |          |
| J.A.N. Travaglino             | 1.501    |
| M. Tydeman                    | 216      |
| A.C.J. Dericks                | 49       |
| G.J.T. Beelaerts van Blokland | 45       |

## 9 juni 1891
De verkiezingen werden gehouden na ontbinding van de Tweede Kamer.
|                    | 9 juni |
| ------------------ | ------ |
| Kiesgerechtigden   | 2.917  |
| Opkomst            | 1.365  |
| Geldige stemmen    | 1.340  |
| Blanco stemmen     | 21     |
| Kandidaten         |        |
| J.A.N. Travaglino  | 1.081  |
| C.P.J. von Weiler  | 73     |
| P. Rink            | 65     |
| H.J.A.M. Schaepman | 50     |

## 10 april 1894
De verkiezingen werden gehouden na vervroegde ontbinding van de Tweede Kamer.
|                   | 10 april |
| ----------------- | -------- |
| Kiesgerechtigden  | 2.961    |
| Opkomst           | 1.365    |
| Geldige stemmen   | 1.339    |
| Blanco stemmen    | 23       |
| Kandidaten        |          |
| J.A.N. Travaglino | 934      |
| C.T. Kolfschoten  | 346      |

## 15 juni 1897
De verkiezingen werden gehouden na ontbinding van de Tweede Kamer.
|                    | 15 juni |
| ------------------ | ------- |
| Kiesgerechtigden   | 5.783   |
| Opkomst            | 4.283   |
| Geldige stemmen    | 4.205   |
| Blanco stemmen     | 78      |
| Kandidaten         |         |
| J.A.N. Travaglino  | 2.841   |
| J.D. Six           | 1.154   |
| H.J.A.M. Schaepman | 132     |

## 14 juni 1901
De verkiezingen werden gehouden na ontbinding van de Tweede Kamer.
|                   | 14 juni |
| ----------------- | ------- |
| Kiesgerechtigden  | 5.756   |
| Kandidaten        |         |
| J.A.N. Travaglino |         |

Travaglino was de enige kandidaat; hij werd zonder nadere stemming gekozen verklaard.
Travaglino overleed op 23 mei 1905. Gezien de korte resterende duur tot de al aangekondigde Tweede Kamerverkiezingen van 16 juni 1905 werd niet meer in de vacature voorzien. 

## 16 juni 1905
De verkiezingen werden gehouden na ontbinding van de Tweede Kamer.
|                                    | 16 juni |
| ---------------------------------- | ------- |
| Kiesgerechtigden                   | 6.067   |
| Opkomst                            | 4.029   |
| Geldige stemmen                    | 3.958   |
| Blanco stemmen                     | 71      |
| Kandidaten                         |         |
| T.J.A. Duijnstee                   | 2.576   |
| J.W.J.C.M. van Nispen tot Sevenaer | 1.295   |
| E.P.F.A. van den Bogaert           | 87      |

## 11 juni 1909
De verkiezingen werden gehouden na ontbinding van de Tweede Kamer.
|                  | 11 juni |
| ---------------- | ------- |
| Kiesgerechtigden | 6.343   |
| Opkomst          | 3.818   |
| Geldige stemmen  | 3.713   |
| Blanco stemmen   | 105     |
| Kandidaten       |         |
| T.J.A. Duijnstee | 3.404   |
| Z.D.J.W. Gulden  | 309     |

## 17 juni 1913
De verkiezingen werden gehouden na ontbinding van de Tweede Kamer.
|                  | 17 juni |
| ---------------- | ------- |
| Kiesgerechtigden | 6.668   |
| Opkomst          | 5.500   |
| Geldige stemmen  | 5.397   |
| Blanco stemmen   | 103     |
| Kandidaten       |         |
| T.J.A. Duijnstee | 3.248   |
| A.C.M. Rijke     | 978     |
| H.C. Diferee     | 953     |
| Z.D.J.W. Gulden  | 160     |
| M.J. Wiessing    | 58      |

## 18 juli 1916
Theodorus Duijnstee, gekozen bij de verkiezingen van 17 juni 1913, trad op 21 juni 1916 af vanwege zijn benoeming als vicepresident bij het gerechtshof te 's-Gravenhage. Om in de ontstane vacature te voorzien werd een tussentijdse verkiezing gehouden.
|                  | 18 juli |
| ---------------- | ------- |
| Kiesgerechtigden | 7.430   |
| Kandidaten       |         |
| T.J.A. Duijnstee |         |

Duijnstee was de enige kandidaat; hij werd zonder nadere stemming gekozen verklaard. 

## 15 juni 1917
De verkiezingen werden gehouden na ontbinding van de Tweede Kamer.
|                  | 15 juni |
| ---------------- | ------- |
| Kiesgerechtigden | 7.572   |
| Kandidaten       |         |
| T.J.A. Duijnstee |         |

De zeven in de vorige Tweede Kamer vertegenwoordigde partijen hadden afgesproken in elkaars kiesdistricten geen tegenkandidaten te stellen. Duijnstee was derhalve de enige kandidaat; hij werd zonder nadere stemming gekozen verklaard.

## Opheffing
De verkiezing van 1917 was de laatste verkiezing voor het kiesdistrict Druten. In 1918 werd voor verkiezingen voor de Tweede Kamer overgegaan op een systeem van evenredige vertegenwoordiging met kandidatenlijsten van politieke partijen.